# Jean Rousset
Jean Rousset, född 20 februari 1910 i Genève, död 15 september 2002 i Genève, var en schweizisk litteraturkritiker och professor. Rousset, som tillhörde Genèveskolan, fokuserade sin forskning på den franska barockens litteratur. Hans essäsamling Forme et signification, vilken behandlar de litterära strukturerna från Corneille till Claudel, räknas till den tidiga strukturalismens främsta verk.

## Biografi
Jean Rousset studerade till en början rättsvetenskap, men övergick senare till litteraturvetenskap med Albert Thibaudet och Marcel Raymond som lärare. Det är i avhandlingen La Littérature de l’âge baroque en France: Circé et le paon från år 1953 som Rousset för första gången benämner en specifik litterär epok som barock. Roussets Forme et signification från år 1963 kom att få stor betydelse för den litterära strukturalismen. I detta verk undviker han den fenomenologiska approachen hos Georges Poulet och Jean-Pierre Richard, och fokuserar istället på litteraturens narrativa strukturer i stil med Gérard Genette.